# Eugene Paul Wigner

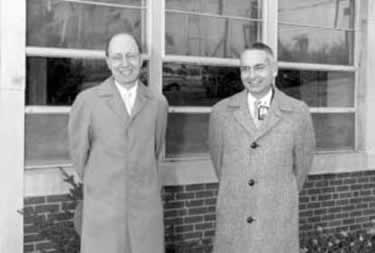
Eugene Wigner (vlevo) a Alvin Weinberg.

Eugene Paul Wigner (původně maďarsky Wigner Jenő Pál) (17. listopadu 1902, Budapešť – 1. ledna 1995, Princeton, New Jersey) byl americký fyzik židovského původu, nositel Nobelovy ceny za fyziku.
Nobelovu cenu získal „za příspěvky k teorii atomového jádra a elementárních částic, zejména za objev základních principů symetrie a jejich aplikace v praxi.“ Ve světě fyziků byl někdy označovaný jako tichý génius a někteří z jeho současníků ho přirovnávali k Einsteinovi.
Wigner byl jedním z těch fyziků, kteří v 20. létech minulého století přetvořili fyziku. První fyzici z této generace: Werner Heisenberg, Erwin Schrödinger a Paul Dirac vytvořili kvantovou mechaniku. Byl to úplně nový, oslnivý svět, který však otevřel mnoho nových základních otázek. Následovali je další, aby této otázky zodpovídali a aby nastolili otázky ještě složitější.
Wigner patřil k druhé skupině těchto vědců. Zavedl pojem symetrií do kvantové mechaniky, v 30. létech rozšířil svůj výzkum na atomová jádra. V letech 1939 až 1945 tato generace pomohla přetvořit svět.
Wigner patřil do skupiny známých maďarsko-židovských fyziků a matematiků z Budapešti. Patřili sem Paul Erdős, Edward Teller, John von Neumann, a Leó Szilárd. Jejich američtí kolegové je kvůli jejich jakoby „nadpozemským“ schopnostem přezdívali „The Martians“ (Marťani). Szilárd byl nejlepším přítelem Wignera v dospělosti. Neumann byl Wignerův spolužák a rádce, o kterém později Wigner napsal: „byl to nejmoudřejší člověk, jakého jsem na Zemi poznal.“ E. P.Wigner byl však z nich jediný, kdo získal Nobelovu cenu.

## Život
Wigner Jenő se narodil v Budapešti r. 1902 v tehdejším Rakousko-Uhersku. Tehdy ještě nebyla známa teorie relativity a ani kvantová mechanika. I nejlepší vědci považovali fyziku za vědu, která je už takřka dokončená, v které je už objeveno všechno podstatné a v které je nutné dopracovat už jen pár drobností.
Když měl jedenáct roků, dostal tuberkulózu a šest týdnů se léčil v sanatoriu. Jeho rodiče žili v harmonickém manželství. Jenő měl dvě sestry.
Studoval na Fasori Evangélikus Gymnázium. Matematiku ho učil vědec a učitel Rátz László, který učil i Neumanna. Fyziku ho učil Sándor Mikola. Poté, co ukončil gymnázium, se zapsal na Polytechniku na studium chemie, ale od roku 1921 pokračoval v studiu už na Vysoké škole technické v Berlíně (v současnosti Technická univerzita Berlín).

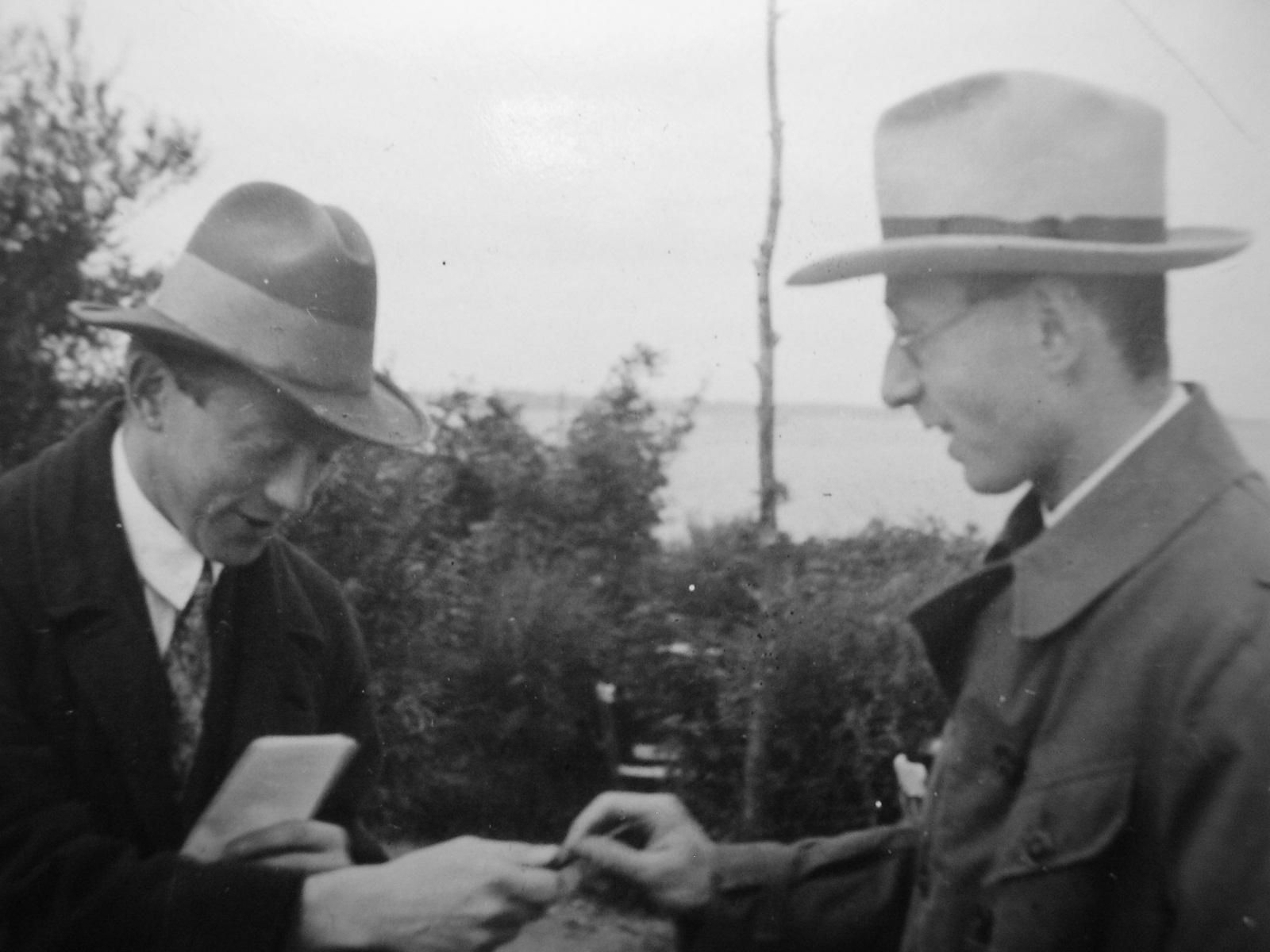
Werner Heisenberg + Eugene Wigner (1928)

Každou středu odpoledne se zúčastňoval setkání Německé fyzikální společnosti (Deutschen Physikalischen Gesellschaft), na kterém nechyběli velcí vědci jako Max Planck, Max von Laue, Rudolf Ladenburg, Werner Heisenberg, Walther Nernst, Wolfgang Pauli a v neposlední řadě i Albert Einstein. Zde se Wigner setkal i s Szilárdem, který se takřka ihned stal jeho dobrým přítelem, ačkoliv osobnost Wignera mu zůstala zahalena. Třetí významné setkaní se odehrálo v Kaiser Wilhelm Institute, kde Wigner pracoval a kde se setkal s Michael Polanyim, který byl po László Rátzovi jeho druhým nejvýznamnějším učitelem.
V roce 1925 se vrátil do Maďarska a pracoval u otce jako chemický inženýr, ale nakonec se vrátil do Německa. Nedokázal odolat Berlínskému výzkumnému ústavu krystalů. Koncem 20. let se ponořil do Heisenbergovy, Schrödingerovy a Diracovy kvantové mechaniky i přes mírnému odporu Einsteina. V Göttingenu se stal asistentem slavného matematika Davida Hilberta. Velkým zklamáním pro Wignera bylo, že Hilbert už nebyl duševně aktivní, a proto Wigner strávil mnoho času v Göttingenské knihovně a svůj volný čas zasvětil fyzice. Zde položil základy teorie symetrií v kvantové mechanice.
V roku 1930 Wignera a i Neumanna vzali na Princetonskou univerzitu. Po nástupu Hitlera k moci tu našli bezpečné místo, a dokonce i ještě půl roka cestovali, učili se a vyučovali v Evropě. Těžko bychom našli mírumilovnějšího člověka, než byl Wigner, ale i tak ho však hněvalo jak je Hitler nebezpečný. Nejdřív, když mu lidé děkovali za jeho úsudek, vždy se ohradil a tvrdil, že k odhalení Hitlerovy hrozby nebylo nutné mít zvláštní schopnosti, spíš bylo nutné mít zvláštní schopnosti, aby to někdo nerozeznal. V Princetonu roku 1934 Wigner představil svoji sestru Margitu fyzikovi Paulovi Diracovi. Margita a Dirac se vzali a Wigner se sblížil s Diracem. Wigner strávil určitý čas i s Einsteinem, který sem přišel na Institute for Advanced Study.
Koncem 30. let rozšířil svůj výzkum i na atomová jádra. Rozvinul zde jednu velmi důležitou teorií nukleárních reakcí. Byl brilantním teoretikem (např. Wigner – Eckartův teorém), ale i experimentálním fyzikem. V roku 1936 už na Princetonu o Wignera neprojevili zájem, proto odchází na University of Wisconsin. Zde se setkává i se svojí první manželkou, půvabnou studentkou fyziky Amelií Frankovou. Franková však o rok později umírá a Wignera chce odejít z Madisonu. 8. ledna 1937 se stal občanem Spojených států. Princetonská univerzita v tom čase hledala vynikajícího mladého fyzika a mnozí doporučovali právě Wignera. Roku 1938 byl už zpět v Princetonu.
I když se považoval za politického laika, v letech 1939 a 1940 sehrál významnou úlohu v přípravách i v uskutečnění projektu Manhattan, na jehož konci byl zrod atomové bomby, která měla zastavit Hitlera. Wignera však velmi ranilo, když atomové bomby svrhli na Hirošimu a Nagasaki. I přesto však obhajoval USA, protože to byl jeho nový domov. Wigner zůstal i nadále přesvědčený, že atomová bomba byla potřebná.
V roce 1946 přijal místo vedoucího v Clinton Laboratory (v současnosti Oak Ridge National Laboratory, Tennessee). Protože neměl úřednickou povahu o rok později se vrátil na Princetonskou univerzitu, kde působil jako učitel a vědec.
V 50. letech ho zarmoutila smrt E. Fermiho, A. Einsteina a Neumanna. V roce 1954 ho znepokojilo, když prezident Eisenhower odebral bezpečnostní prověrku J. Robertu Oppenheimerovi. Proti Oppenheimerovi svědčil i Wignerův starý přítel, E. Teller.
V roce 1960, když ho už považovali za jednoho z největších představitelů matematické fyziky, nabídl pohled na sílu matematiky v jeho nejznámější eseji, v současnosti už klasické „The Unreasonable Effectiveness of Mathematics in the Natural Sciences“ (volný překlad: Nepochopitelná účinnost matematiky v přírodních vědách, online verze Archivováno 28. 2. 2011 na Wayback Machine.), v které argumentoval, že biologie a poznávaní mohou být zdrojem fyzikálních konceptů, a že šťastná náhoda, při které se matematika a fyzika tak dobře doplňují se zdá byt „nerozumná“ a těžko vysvětlitelná.
Významný matematik Andrew M. Gleason si myslel, že Wignerův pohled byl nerozumný: „Mathematics is the science of order and patterns, so why should it be a mystery that given some order in the universe we should be able to select (or construct) a mathematical structure to fit the facts?“ (volný překlad: Matematika je vědou řádu a zákonitostí, tak proč by mělo byt tajemné dát vesmíru pořádek a vytvořit (anebo zkonstruovat) matematickou strukturu na přizpůsobení skutečnosti?).
Roku 1963 Wigner dostal Nobelovu cenu za fyziku. Uznal, že ho nikdy nenapadlo, že se mu to může stát a ještě k tomu dodal: „Nikdy jsem nečekal, že jednou bude moje jméno v novinách zmiňované bez toho, abych provedl nějaké šibalství“
V roce 1992 vydal svoje paměti „The Recollections of Eugene P. Wigner“ (pomohl mu Andrew Szanton). O tři roky později zemřel.

## Osobnost
Wigner byl známý svojí jemností a zdvořilostí. Jednou v mládí ležel na trávě na Göttingenském koupališti společně s německým astronomem, který se jmenoval Heckman. Heckman si všiml, že po Wignerově pravé noze lezou mravenci a jeden z nich ho štípnul. Heckman se zeptal Wignera, proč ty mravence nezabije. „Protože nevím, který mne kousnul“ – odpověděl mu Wigner.
Na vědeckých schůzích, ať už formálních, anebo neformálních Wigner často reagoval: „Nerozumím.“ Nikdy nebyl domýšlivý, nikdy se nebál, že ho budou považovat za hlupáka.
I když byl Wigner vědec, byl poměrně pověrčivý, po každé dobré zprávě zaklepal na dřevěný předmět.
Na sklonku života se jeho myšlení stávalo mnohem více filosofičtější. Ve svých memoárech napsal: „plný smysl života, kolektivní význam všech lidských přání, je takovou záhadou, která překonává naše chápaní. Jako mladý muž jsem se rozčiloval nad tímto stavem. Ale už jsem se s tím smířil. Dokonce je pro mne ctí, že můžu být součástí tohoto tajemství.“

## Díla
Mezi jeho významné práce patří „Vztahy disperze a jejich souvislost s kauzalitou“ z roku 1964 a „Symetrie a reflexe“ z roku 1967.